# Bayou Fourche
Pour les articles homonymes, voir Fourche (homonymie).
Ne doit pas être confondu avec Bayou Lafourche.
Le bayou Fourche (en anglais : Bayou Fourche ou Fourche Creek) est un cours d'eau qui coule dans l'État de l'Arkansas. Il est un affluent de la rivière Arkansas et donc un sous-affluent du Mississippi. 

## Géographie
Le bayou Fourche s'écoule vers l'Ouest, en longeant la partie méridionale de la forêt nationale d'Ouachita. Elle se jette dans la rivière Arkansas, où sa confluence se situe dans la partie sud la ville de Little Rock.

## Histoire
La toponymie du bayou Fourche date de la période de la Louisiane française. En effet les explorateurs, trappeurs et coureurs des bois français et canadiens-français ont arpenté cette région et dénommé ce bayou ainsi en raison de sa configuration avec la rivière Arkansas.
En 1863, le bayou fut le théâtre de la bataille de Bayou Fourche lors de la Guerre de Sécession.
La section locale de l'Arkansas de la National Audubon Society mène actuellement de nombreuses sensibilisations et d'éducation sur l'amélioration de la qualité de l'eau, et des projets d'amélioration de l'habitat dans le bassin hydrographique du bayou Fourche.
Le bayou Fourche est parfois confondu avec la rivière Fourche La Fave.